# Phyllachora interstitialis
Phyllachora interstitialis är en svampart som beskrevs av Cooke 1885. Phyllachora interstitialis ingår i släktet Phyllachora och familjen Phyllachoraceae.   Inga underarter finns listade i Catalogue of Life.